# だいじょうぶ3組
『だいじょうぶ3組』（だいじょうぶさんくみ）は、乙武洋匡による日本の小説。乙武が2007年から3年間小学校の教師を務めた出来事を綴ったエッセイ。監督廣木隆一、主演国分太一により映画化され、2013年3月に公開されている。

## 書籍
- 単行本 - 『だいじょうぶ3組』講談社、2010年、ISBN 9784062162999。
- 文庫本 - 『だいじょうぶ3組』講談社〈青い鳥文庫〉、2012年、ISBN 9784062853125。
ふりがな、挿絵付き。挿絵は宮尾和孝が担当[1]
- 文庫本 - 『だいじょうぶ3組』講談社〈講談社文庫〉、2012年、ISBN 9784062773423。
映画化に際し、乙武洋匡と映画版主演の国分太一による映画化記念の特別対談を収録（315-330頁）[2]

## 映画
2013年3月23日公開。監督は『余命1ヶ月の花嫁』廣木隆一、主演は『しゃべれども しゃべれども』から6年ぶりの主演となる国分太一。原作者の乙武洋匡も赤尾先生役で初俳優出演。ドキュメンタリーではなくドラマにとの意向により、あえて主人公を原作から設定を変更された幼馴染の白石優作にし、彼の視点で赤尾が描かれる。
5年3組の子供達28名はオーディションで選出、コミュニケーションを取る上で撮影前に遠足や写生大会などを実施しており（子供達の絵などは実際に撮影シーンで使われている）、また子供達には台本を渡さず前日に台本コピーを渡し順撮りで撮影された。
キャッチコピーは「ボクらの教室に、手も足もない先生がやって来た。」。全国197スクリーンで公開され、2013年3月23、24日の初日2日間で興収3,347万5,100円、動員2万8,711人になり、映画観客動員ランキング（興行通信社調べ）で初登場第10位となった。また幅広い層から支持され、ぴあ初日満足度ランキング（ぴあ映画生活調べ）では首位となった。
2013年12月6日から8日にかけてアメリカ合衆国・ロサンゼルスで開催されたLA EigaFest 2013では招待作品として上映された。

### キャスト
白石 優作（しらいし ゆうさく） - 国分太一
松浦市教育委員会の職員。赤尾とは幼馴染。
赤尾 慎之介（あかお しんのすけ） - 乙武洋匡
松浦西小学校5年3組の担任教師。生まれつき手足がない。演じる著者の乙武洋匡本人がモデル。
坂本 美由紀（さかもと みゆき） - 榮倉奈々
白石の恋人。
紺野 鷹志（こんの たかし） - 三宅弘城
松浦西小学校5年2組の担任教師。
青柳 秀子（あおやなぎ ひでこ） - 安藤玉恵
松浦西小学校5年1組の担任教師。
灰谷 慎一（はいたに しんいち） - 田口トモロヲ
松浦西小学校の副校長。
黒木 智恵子（くろき ちえこ） - 余貴美子
松浦西小学校の校長。

#### 5年3組の生徒
※カッコ内は愛称
- 安藤 京子（京ちゃん） - 田辺桃子
- 五十嵐 帆香（ほのか） - 朝田帆香
- 浦川 結衣（うらら） - うらん
- 木下 安奈（あんな） - 石井杏奈
- 倉田 桃香（もも） - 伊藤桃香
- 竹内 志穂（ウチ子） - 竹内海羽
- 田中 美妃（みさき） - 川西美妃
- 千葉 聡子（さっちゃん） - 平祐奈
- 中西 文乃（アヤノ） - 上白石萌音
- 橋本 愛華（あいか） - 三谷愛華
- 前園 由実（ゆみ） - 遠藤由実
- 三浦 ななみ（ななちゃん） - 日向ななみ
- 望月 日菜子（ひなこ） - 吉川日菜子
- 矢野 美樹（みきちゃん） - 矢野里奈
- 荒木 慎吾（しんご） - 有馬レオン
- 江川 優人（ひろと） - 谷口優人
- 緒方 ファイト（ファイティン） - 関ファイト
- 川口 康平（こうへい） - 三船海斗
- 工藤 公彦（教授） - 飯島幸大
- 沢村 陽介（ようすけ） - 中野澪
- 田島 英優（えいゆう） - 住本英優
- 中山 太一（たいち） - 藤崎太一
- 西野 瑛将（あきまさ） - 河口瑛将
- 根本 拓人（たっくん） - 菊地時音
- 山崎 温人（はるひと） - 遠藤温人
- 山部 幸二（ブーちゃん） - 村田義仁
- 鷲田 達也（ワッシー） - 鷲田詩音
- 和田 祥太（しょうた） - 畠山紫音

#### その他
- 文乃の母 - 渡辺真起子
- 文乃の父 - 木下ほうか
- 公彦の母 - 蜷川みほ
- 赤尾の母 - 根岸季衣

### スタッフ
- 監督 - 廣木隆一
- 原作 - 乙武洋匡『だいじょうぶ3組』（講談社刊）
- 脚本 - 加藤正人
- 音楽 - 世武裕子
- 制作 - 市川南、服部洋、藤島ジュリーK.、入江祥雄、松田陽三、吉川英作、宮本直人
- エグゼクティブ・プロデューサー - 山内章弘
- 企画・プロデュース - 阿部謙三
- プロデューサー - 澁澤匡哉
- ラインプロデューサー - 竹山昌利
- プロダクション統括 - 金澤清美
- 撮影 - 清久素延
- 美術 - 丸尾知行
- 録音 - 深田晃
- 照明 - 小笠原篤志
- 編集 - 菊池純一
- 助監督 - 竹田正明
- 制作担当 - 松田憲一良
- 装飾 - 山本直輝
- スクリプター - 中西桃子
- 音響効果 - 渋谷圭介
- 視覚効果 - 松本肇
- 音楽プロデューサー - 北原京子、杉田寿宏
- 制作プロダクション - 東宝映画
- 配給 - 東宝
- 製作 - 「だいじょうぶ3組」製作委員会（東宝、電通、ジェイ・ストーム、講談社、読売新聞社、日本出版販売、GYAO）

### 音楽
- 主題歌 - TOKIO「手紙」（TOKIO 歌、YUKI 作詞、J Storm）[注釈 1]
- サウンドトラック - 世武裕子（メディアファクトリー）[7]